# 일본 로마가톨릭의 역사

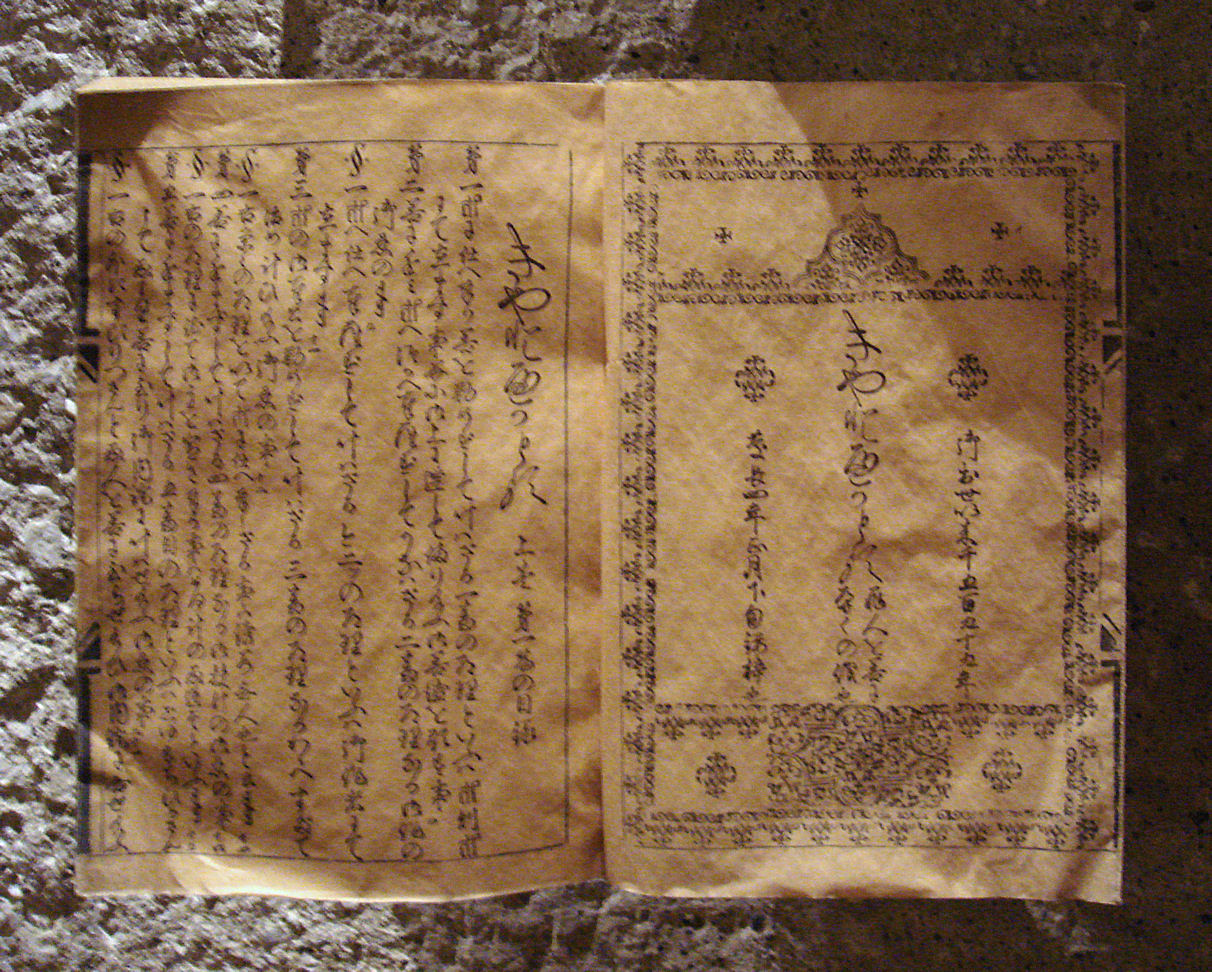
일본 기독교인들이 사용한 책

아래는 일본 로마가톨릭의 역사에 대한 설명이다.

## 역사

### 로마 가톨릭의 상륙
일본에 로마 가톨릭교회가 들어온 시기는 1549년이며, 예수회 선교사이자 바스크 출신의 에스파냐 사람인 프란치스코 하비에르가 들여왔다.
인도에서 선교 활동을 하던 하비에르는 ‘무슬림과 유대인이 없는 일본은 선교 활동을 하기 좋은 곳’이라는 이야기를 들었으며, 1548년에는 ‘야지로’라는 당시 35세의 청년 부시(무사)를 만나게 된다. 막부 시대 당시 일본에서는 자국인의 외국 출입을 제한했기 때문에 야지로는 국가에서 무역을 허락했다는 증서를 소유한 무역선인 슈인선(赤印船)을 타고 인도에 왔을 것으로 추정된다. 하비에르와의 만남으로 로마 가톨릭교회 신앙과 에스파냐 말에 능숙해진 야지로는 1549년 일본에 귀국하자 선교사의 통역으로 활동했다.
이때 하비에르는 다이묘들의 환영을 받으면서 전도하였으며, 세례성사를 집전하느라 팔이 아플 정도로 많은 신자를 얻게 된다. 그 자신이 독실한 기독교 신자인 고니시 유키나가의 영지에서는 다이묘의 영향으로 영지 내 주민이 모두 로마 가톨릭교인이 되기도 했다. 하지만 다이묘들이 로마 가톨릭교회를 묵인한 진짜 이유는 로마 가톨릭교회나 기독교인들이 믿는 예수에 대해서 호감을 가져서가 아니라, 학식이 풍부한 예수회 선교사를 서양 문물을 접할 수 있는 통로라고 여겼기 때문이었다.
그 중 일본 제국주의 욕심을 촉발시킨 서양 발명품인 총기에 관심이 많았다

### 탄압 시기

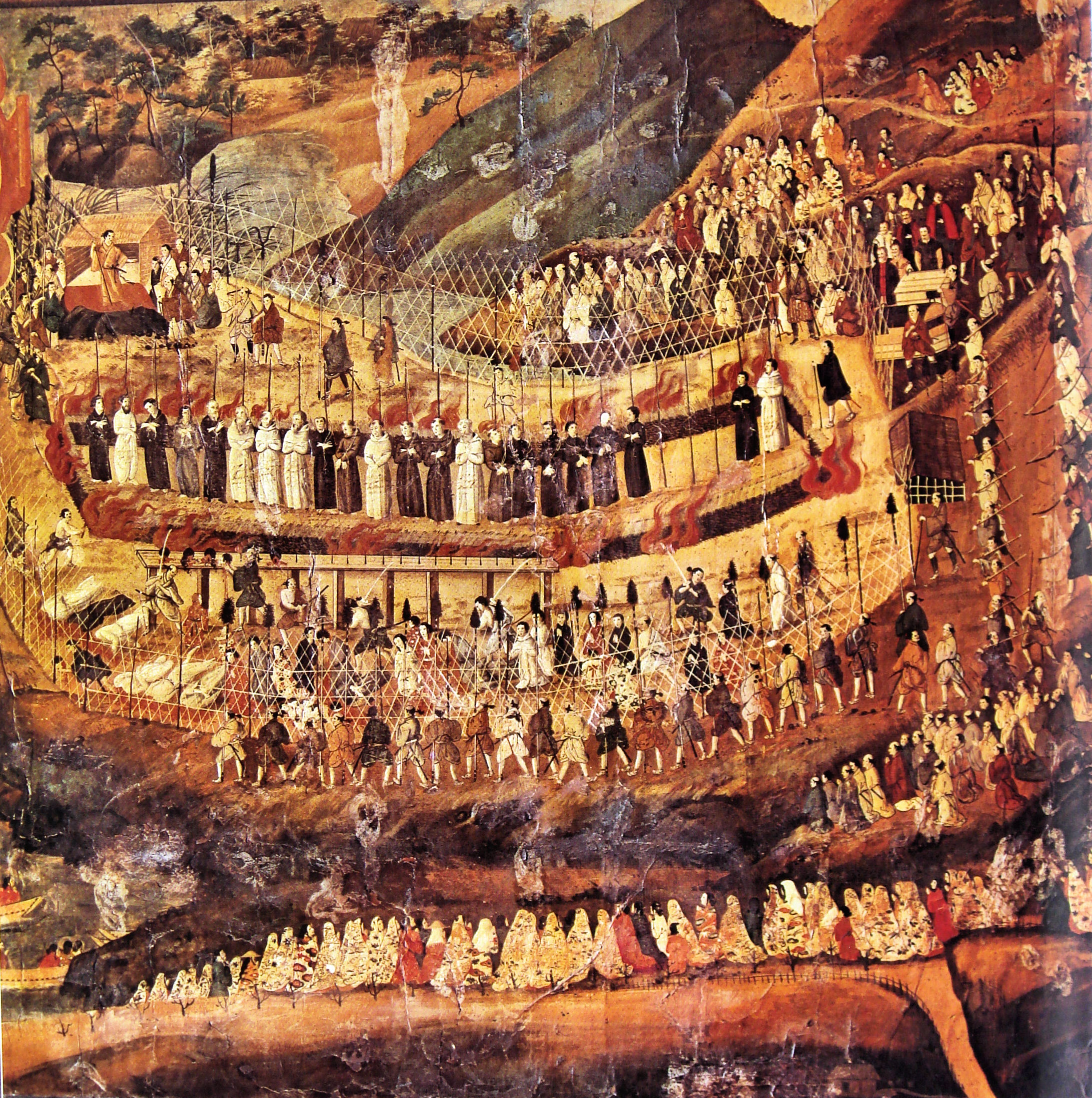
나가사키에서 화형과 참형으로 순교한 기독교인들의 모습

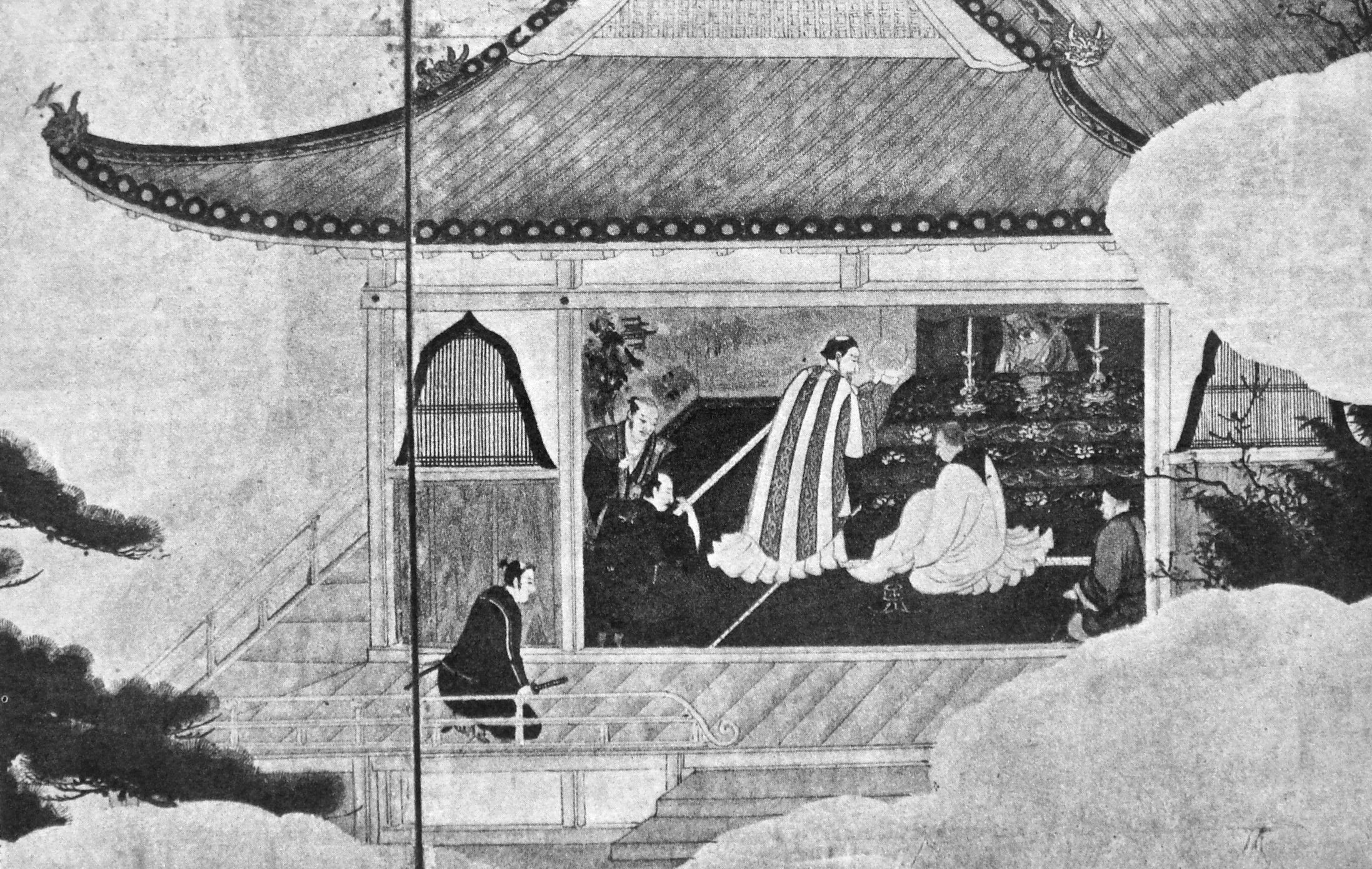
기독교인이 미사를 드리는 모습. 기리시단들에 대한 탄압때문에 불교의 예불로 위장한 미사를 드리고 있다.

하지만 교회에 대한 환영은 잠시 동안이었고, 바오로 미키를 위시한 26명의 순교자가 나가사키에서 발생하는 등 탄압의 길을 걷게 되었다. 물론 조선인 기리시단도 탄압에서 자유로울 수는 없었다. 개신교 국가인 네덜란드에서 온 상인들이 에스파냐와 포르투갈을 식민주의 세력이라고 선동했고, 시마바라의 난(1637년)이후 카톨릭교는 일본의 국가 체제에 전면 배치되는 위험한 체제로 여겨졌기 때문이다. 그래서 일본은 개신교 국가인 네덜란드 이외의 로마 가톨릭 국가와는 거래하지 않았으며, 가톨릭 신자들은 ‘기리시단들은 사회 기강을 흐리므로 금한다.’라는 내용의 〈기리시단 금지령〉 발표(1612년), 청동으로 만든 예수의 성화를 밟게 하는 후미에 실시, 로마 가톨릭에서 성인으로 공경하는 성모 마리아에 대한 모독 강요 등의 탄압을 받자, 불교 예불로 가장한 로마 가톨릭미사를 드리거나, 이불(異佛)이라고 불리는 불상을 가장한 성모 마리아의 성상을 사용하면서 몰래 신앙 생활을 하였다. 이러한 수난사는 그 자신이 독실한 로마 가톨릭 신자였던 엔도 슈사쿠의 신앙소설 《침묵》과 《여자의 일생》에 잘 언급되어 있다.

### 메이지 유신 이후

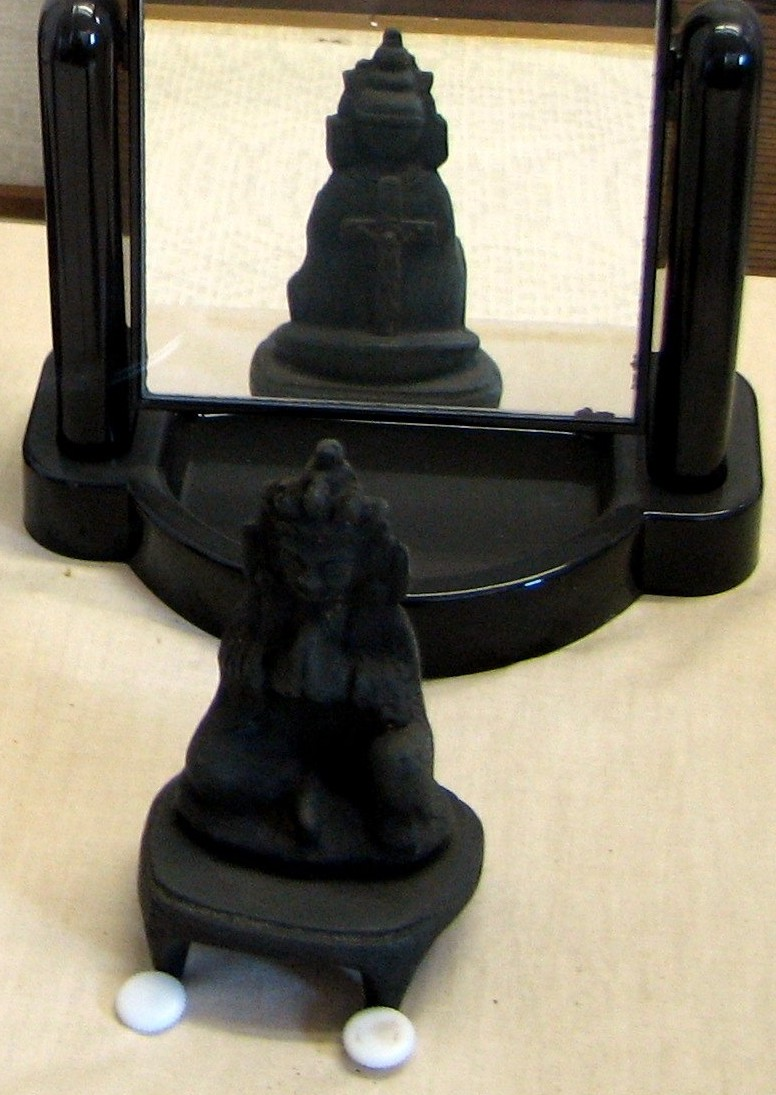
십자가를 숨긴 불상. 일본의 기독교인들은 탄압때문에 자신들의 신앙을 숨겨야만 하였다.

세월이 흘러 이들 가쿠레다 기리시단들은 1857년 강제 개항된 일본에 입국한 프랑스의 로마 가톨릭 신부 앞에서 자신들이 로마 가톨릭 신자임을 밝혔으며, 탄압으로 소멸된 줄 알았던 일본의 기독교 신자들이 살아 있다는 사실은 세계 기독교계를 흥분시키기에 충분했다. 하지만 이 가쿠레다 기리시단이 완전한 종교의 자유를 얻는 데는 시간이 더 필요했다. 메이지 유신 정부는 신토 이외의 종교(불교, 기독교)를 금했기 때문이다. 특히 기독교는 일본 천황을 살아 있는 신으로 숭배하는 천황 숭배에 반대하였고, 이성교제를 하는 등 자유로운 사고방식을 갖고 있었기 때문에 천황주의자로부터 공개적으로 반대받고 배척받았다.
PS,라는 이름으로 프로테스탄트의 문서훼손이 발생되었음.

## 미디어
- 일본 만화 《소년탐정 김전일》에 일본 기독교 순교 성지인 아마쿠사를 배경으로 김전일이 살인사건을 해결한다는 내용이 있다.
- 《바람의 검심》 TV판 오리지널 에피소드에는 비천어검류를 사용하는 기리시탄 검객 아마쿠사 쇼고가 등장한다(67화~76화).
- 명탐정 코난: 세기말의 마술사에 기독교인들의 이야기가 나온다.
- 요괴헌터 다이지로 모로호시의 만화 요괴헌터 1권(시공사) -1976년 <주간소년점프> 증간 8월호 게재분에 도호쿠 지방의 가쿠레기리시탄 마을 이야기가 나온다. 이교와 설화가 뒤섞여 상당히 기괴하다.

## 같이 보기
- 일본의 종교
- 일본의 기독교
  - 일본의 개신교
  - 일본의 천주교
  - 일본 정교회
- 남만무역
- 덴쇼 소년사절단
- 하세쿠라 쓰네나가
- 야마다 나가마사